# (17193) Alexeybaran
(17193) Alexeybaran (1999 XC205) – planetoida z pasa głównego asteroid okrążająca Słońce w ciągu 3,47 lat w średniej odległości 2,29 j.a. Odkryta 12 grudnia 1999 roku.